# شیده لالمی
شیده لالمی (زاده ۲۵ بهمن ۱۳۶۰ – درگذشته ۲۷ دی ۱۳۹۹) روزنامه‌نگار ایرانی بود.

## زندگی
لالمی دبیر سرویس اجتماعی روزنامه همشهری، سردبیر دوماه‌نامه زنان و زندگی و دبیر سابق ایرنا ۲۴ بود. گزارش‌های لالمی راجع به مسائل زنان و محیط‌های شهری و تجاری، انعکاس ویژه‌ای در رسانه‌ها داشتند. از جمله تیترهای به یاد ماندنی او مربوط به گزارش گورخوابی افراد بی‌خانمان و آسیب‌دیده بود که پس از آن اصطلاح گورخواب وارد ادبیات خبری و اجتماعی ایران شد.
او دانشجوی دکتری ارتباطات بود و روی رساله‌ای با عنوان نحوه بازنمایی گروه‌های خاموش در رسانه‌های ایران کار می‌کرد.

### درگذشت
او اواخر دی ۱۳۹۹ در شرایطی مبهم درگذشت. برخی رسانه‌ها علت مرگ او را گازگرفتگی و برخی دیگر آن را خودکشی عنوان کردند.
محمود واعظی (رئیس دفتر رئیس‌جمهوری)، محمدرضا نوروزپور (مدیرعامل ایرنا)، غلامحسین اسماعیلی (سخنگوی قوه قضائیه)، مدیر گروه ارتباطات دانشگاه آزاد اسلامی، روابط عمومی وزارت بهداشت، سعید خطیب‌زاده (سخنگوی وزارت خارجه)، محمد شریعتمداری (وزیر تعاون، کار و رفاه اجتماعی)، علیرضا بای (رئیس مرکز روابط‌عمومی و اطلاع‌رسانی وزارت میرا ث فرهنگی)، معاون امور مطبوعاتی و اطلاع‌رسانی وزیر فرهنگ و ارشاد اسلامی و اتحادیه ناشران، درگذشت او را تسلیت گفتند. هادی خانیکی هم یادداشتی در سوگ شاگردش منتشر کرد.